# فرودگاه البرت جی آلیس
فرودگاه البرت جی آلیس (به انگلیسی: Albert J. Ellis Airport) یک فرودگاه همگانی بهره‌برداری هوایی با کد یاتا OAJ است که یک باند فرود آسفالت دارد و طول باند آن ۲۱۶۴ متر است. این فرودگاه در کشور ایالات متحده آمریکا قرار دارد و در ارتفاع ۲۹ متری از سطح دریا واقع شده‌است.

## شرکت‌های هواپیمایی و مقصدهای پروازی

### مسافری
| شرکت‌های هواپیمایی                                 | مقصدهای پروازی          |
| ------------------------------------------------- | ----------------------- |
| امریکن ایگل                                       | شارلوت داگلاس           |
| دلتا ایرلاینز                                     | هارتسفیلد-جکسون آتلانتا |
| دلتا کانکشن اجرا توسط ExpressJet and Endeavor Air | هارتسفیلد-جکسون آتلانتا |